# گوکلس
گوکلس (به آلمانی: Gokels) یک شهر در آلمان است که در Mittelholstein واقع شده‌است.
 گوکلس  ۶۰۰ نفر جمعیت دارد.